# انترپرایز (نوادا)
انترپرایز، نوادا (به انگلیسی: Enterprise, Nevada) یک زیستگاه انسانی در ایالات متحده آمریکا است که در نوادا واقع شده‌است.

## خصوصیات
انترپرایز ۱۰۸٬۴۸۱ نفر جمعیت دارد و ۷۷۸ متر بالاتر از سطح دریا واقع شده‌است.